# Fecundação cruzada
A fecundação cruzada consiste em dois seres se fecundarem simultaneamente, como por exemplo, duas plantas diferentes, porém da mesma espécie, podem trocar pólen para a fecundação e assim garantir a recombinação genética.
O filo Annelida, por exemplo, é composto por seres hemafroditas, cada indivíduo possui dois sistemas reprodutores, capazes da autofecundação ou da própria fecundação cruzada e recíproca. O caso mais comum deste processo na natureza ocorre nas minhocas, onde dois indivíduos se unem de modo com que seus poros genitais se coincidam, liberando espermatozoides em ambos. Após a eliminação, na região ao redor do clitelo há a formação de um casulo, a fecundação do óvulo e enfim, a liberação dos ovos.
Este fenômeno também é observado em moluscos gástropodes, como é o caso da espécie A. glabratus, capaz de se autofecundar e de modo cruzado e reciprocamente com a presença de um segundo indivíduo.